# امیر داد محمد خان
داد محمد خان (زاده: ۱۳۳۵، ولایت هلمند - درگذشتهٔ: ۲۹ حوت (اسفند) ۱۳۸۷) سیاست‌مدار افغانستانی و نماینده مردم هلمند در دوره پانزدهم مجلس نمایندگان افغانستان است. وی در اثر انفجار بمب کنار جاده‌ای در ۲۹ حوت/اسفند ۱۳۸۷ در هلمند کشته شد.

## زندگی‌نامه
داد محمد خان متولد ۱۳۳۵ از ولایت هلمند افغانستان است. وی دارای مدرک تحصیلی بکلوریا/دیپلم است.

## دیگر فعالیت‌ها
- رئیس امنیت ملی ولایت هلمند.[۱]